# François Riss
François Riss (né le 6 décembre 1804 à Moscou et mort le 13 février 1868 à Neuilly-sur-Seine) est un peintre franco-russe.
Il est surtout reconnu aujourd'hui pour la vue d'artiste qu'il a réalisée de Jacques Cartier en 1839, et qui fut perdue après avoir servi d'inspiration à Théophile Hamel, suivi d'un ensemble d'autres portraitistes ou graveurs.

## Le portrait de Jacques Cartier

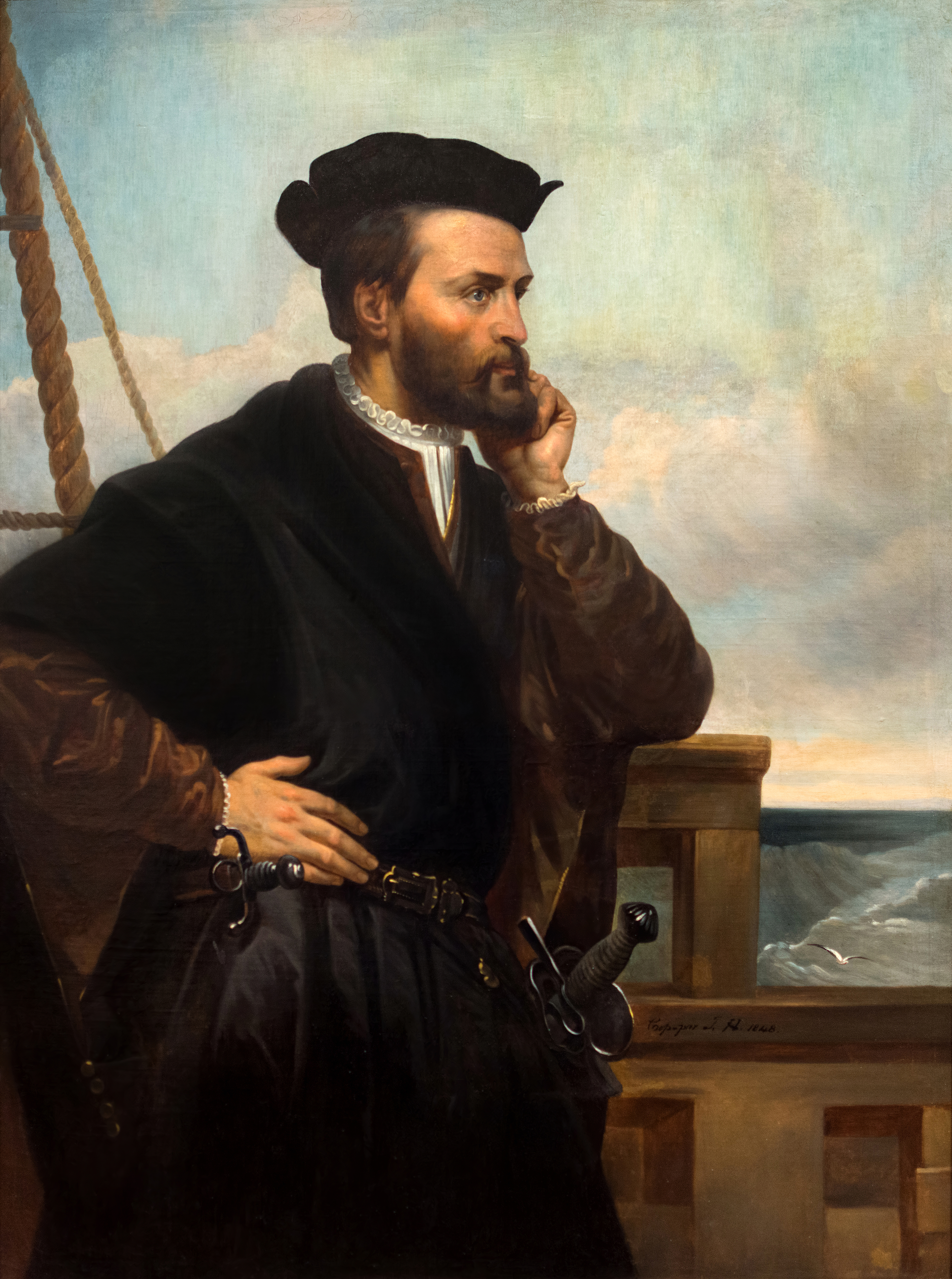
Théophile Hamel, Jacques Cartier (1844), d'après l'œuvre de François Riss peinte en 1839. Québec, musée national des Beaux-Arts du Québec.

La figuration traditionnelle de Jacques Cartier (1491-1557) repose sur une représentation exécutée par François Riss en 1839. Ce portrait, commandé l'année précédente par la Ville de Saint-Malo, était exposé dans son hôtel de ville, où Théophile Hamel l’a trouvé et reproduit à partir de 1844, avant qu'il ne disparaisse. 
La poste canadienne a par la suite adopté cette représentation qu’elle a multipliée en 1857, 1867 (année du Pacte fédératif canadien), 1908 (tricentenaire de la fondation de Québec), 1934 (4e centenaire de la venue de Jacques Cartier à Gaspé), 1978 et finalement en 1984 pour ses timbres. Les banques canadiennes, alors, émettent aussi des billets, des médailles et des pièces de monnaie à l’effigie du Cartier de Riss-Hamel. 
Les sociétés commerciales (dont un cigarettier, pour sa marque Player's), les divers comités responsables des célébrations commémoratives (de 1934 et de 1984, en particulier), les sculpteurs et les peintres de circonstance, tous, quand ils n’empruntent pas l'ensemble des détails du Cartier de Riss-Hamel, en créent des œuvres qui conservent, minimalement, le profil, la barbe et le chapeau provenant de Riss-Hamel. 